# ستردگی

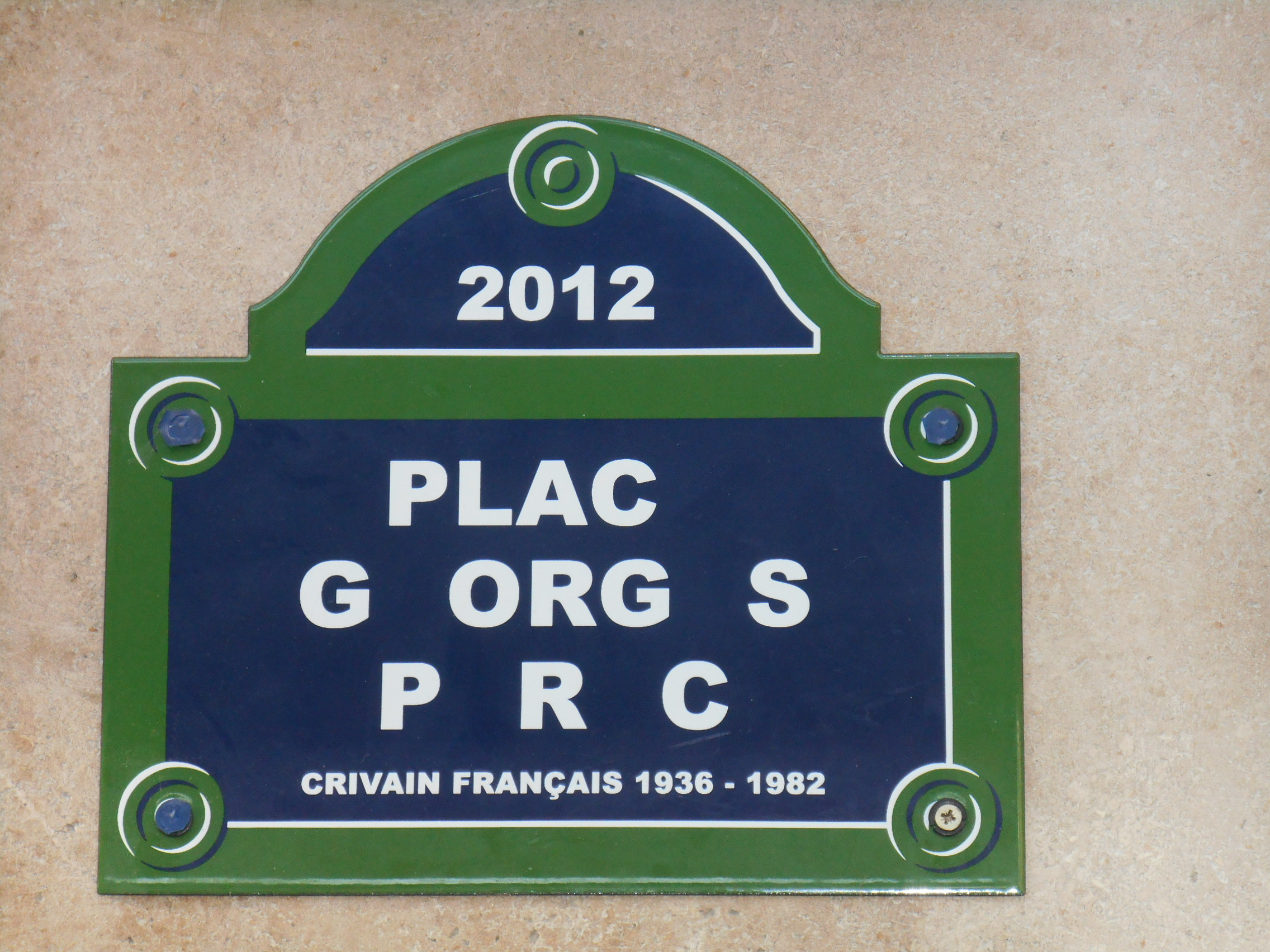
تصویری از ستردگی یا حذف

اگر در شعری یا نثری نویسنده در سراسر آن از بکار بردن حرفی از حروف الفبا خودداری کرده باشد به این کار سِتُردگی یا حذف می‌گویند. فن ستردگی گونه‌ای بازی با واژه است.
در فارسی بیشتر حذف الف برای این منظور استفاده می‌شود. برای نمونه رشیدالدین وطواط در ستایش اتسز خوارزمشاه شعری سترده به این صورت سروده:
| خسرو ملک‌بخش کشورگیر       |  | که ز خَلقش به عدل نیست نظیر |
| خسرو شرق کز سر تیغش       |  | هست دشمن همیشه جفت نفیر    |
| قصر مجد و شرف بدوست رفیع  |  | چشم فضل و هنر بدوست قریر   |
| خدمتش عهده وضیع و شریف    |  | حضرتش کعبه صغیر و کبیر     |
| نه چو قدرش، عُلوّ شمس و قمر |  | نه چو خُلقش نسیم مشک و عبیر |

در انگلیسی بیشتر شعرهای سترده را با حذف حرف e درست می‌کنند.
از نمونه متون سترده در انگلیسی می‌شود به داستان گدسبی اشاره کرد.